# Пут око света за 80 дана (филм из 1956)
Пут око света за 80 дана (енгл. Around the World in 80 Days) је амерички епски авантуристички хумористички филм из 1956. године, са Дејвидом Нивеном, Кантинфласом, Робертом Њутоном и Ширли Маклејн у главном улогама, који је продуцирала компанија Michael Todd Company, а објавила компанија -United Artists}-.
Филм је режирао Мајкл Андерсон, а продуцирао Мајк Тод, са Кевином Маклоријем и Вилијамом Камероном Мензијем као придруженим продуцентима. Сценарио, заснован на истоименом класичном роману Жила Верна из 1873. године, написали су Џејмс По, Џон Фароу и С. Џ. Перелман. Музичку партитуру је компоновао Виктор Јанг, а директор фотографије био је Лајонел Линдон.
Филм је сниман у техниколору. Шестоминутну анимирану насловну секвенцу филма, приказану на крају филма, креирао је награђивани дизајнер Сол Бас.
Филм је освојио 5 Оскара, укључујући онај за најбољи филм.

## Радња
У прологу филма, новинар емитер Едвард Р. Мароу приказује снимке Пута на Месец Жоржа Мелијеса из 1902. године, објашњавајући да је заснован на истоименој књизи Жила Верна. Након тога је приказано лансирање беспилотне ракете и снимак земље из ваздуха.
Године 1872, енглески господин Филеас Фог тврди да може да пропутује свет за осамдесет дана. Суочен са скептицизмом, он предлаже опкладу од 20.000 фунти четворици чланова Реформ клуба (сваки доприноси по 5.000 фунти у опкладу) да може да крене на пут око света и да се врати у клуб за тачно осамдесет дана у 20:45.
Заједно са својим сналажљивим француским собаром Паспартуом, Фог креће на пут. Стигавши до Париза, њих двојица настављају путовање балоном након што сазнају да је железнички тунел кроз Алпе блокиран. Скренувши са курса, они случајно завршавају у Шпанији, где Паспарту учествује у комичној борби бикова. У међувремену у Лондону, почиње да се сумња да је Фог украо 55.000 фунти из Банке Енглеске, тако да Скотланд Јард шаље полицијског инспектора Фикса да га прати (почев од Суеца), али он мора да сачека да стигне налог како би могао да ухапси Фога у лукама под британском контролом у које пристане.
У Индији, Фог и Паспарту спасавају прелепу младу удовицу Ауду од поворке која је присиљава на погребну ломачу са својим покојним мужем. Њих троје, као и Фикс, затим путују у Хонгконг, Јокохаму, Сан Франциско и Дивљи запад (где се суочавају са нападом Сијукса). Стигавши у Њујорк, они се укрцавају на теретни брод који плови за Венецуелу, али Фог подмити капетана да га преусмери за Енглеску. Након авантуристичког преласка Атлантика, стижу у Ливерпул, још увек имајући довољно времена да отпутују у Лондон и добију опкладу, али Фикс, по доласку на британско тло, хапси Фога.
Затварајући Фога у полицијској станици, понижени Фикс открива да је правог кривца полиција већ ухапсила у Брајтону. Иако је Фог слободан да иде, он сада нема довољно времена да стигне до Лондона пре истека рока, па се суочава са губитком света, осим љубави привлачне Ауде. По повратку у Лондон, Фог тражи од Паспартуа да организује црквено венчање за следећи дан, у понедељак. Паспарту сазнаје да је сутра заправо недеља и обавештава свог господара. Фог тада схвата да је путовањем на исток прешао међународну датумску границу и тиме добио један дан. Дакле, још увек има довољно времена да дођете до Реформ клуба и добијете опкладу. Фог жури у клуб, стижући непосредно пре звона у 20:45. Паспарту и Ауда тада стижу иза њега, шокирајући све, јер ниједна жена никада раније није ушла у Реформ клуб.

## Улоге

### Главне улоге
- Дејвид Нивен као Филеас Фог
- Кантинфлас као Паспарту
- Ширли Маклејн као принцеза Ауда
- Роберт Њутон као инспектор Фикс

### Камео улоге
- Едвард Р. Мароу као наратор пролога
- А. Е. Метјуз као члан Реформ клуба
- Роналд Адам као стјуард Реформ клуба
- Волтер Фицџералд као члан Реформ клуба
- Финлеј Кари као Ендру Стјуарт, члан Реформ клуба
- Роберт Морли као Готје Ралф, члан Реформ клуба и гувернер Банке Енглеске
- Фредерик Лајстер као члан Реформ клуба
- Роналд Сквајер као члан Реформ клуба
- Базил Сидни као члан Реформ клуба
- Ноел Кауард као Роланд Хескет-Багот, менаџер агенције за запошљавање
- Џон Гилгуд као Фостер, Фогов бивши собар
- Тревор Хауард као Денис Фалентин, члан Реформ клуба
- Харкорт Вилијамс као Хиншо, члан Реформ клуба
- Мартин Карол као девојка на париској железничкој станици
- Фернандел као париски кочијаш
- Чарлс Бојер као господин Гас, балониста
- Евелин Киз као Парижанка
- Хосе Греко као плесач фламенка
- Луис Мигел Домингин као матадор
- Гилберт Роланд као Ахмед Абдулах
- Сизар Ромеро као Ахмедов телохранитељ
- Алан Маубреј као британски конзул у Суецу
- Седрик Хардвик као сер Френсис Кромарти
- Мелвил Купер као господин Толи, стјуард на Рангуну
- Реџиналд Дени као полицијски инспектор у Бомбају
- Роналд Колман као службеник индијске железнице
- Роберт Кабал као јахач слона−водич
- Чарлс Коберн као службеник у Хонгконгу
- Питер Лоре као стјуард на Карнатику
- Мајк Мазурки као хонгконшки пијанац
- Ричард Вотис као инспектор Скотланд Јарда
- Кије Лук као старац у Јокохами
- Феликс Фелтон као члан Реформ клуба
- Филип Ан као човек у Хонгконгу
- Џорџ Рафт као салонски избацивач
- Ред Скелтон као пијанац у салону
- Марлен Дитрих као салонска хостеса
- Џон Карадин као пуковник из Сан Франциска
- Френк Синатра као салонски пијаниста
- Бастер Китон као кондуктер у возу
- Тим Макој као пуковник америчке коњице
- Џо Е. Браун као управник станице Форт Кирни
- Енди Девајн као први помоћник на Хенријети
- Едмунд Лоу као инжењер на Хенријети
- Виктор Маклаглен као кормилар на Хенријети
- Џек Оуки као капетан Хенријете
- Беатрис Лили као вођа лондонских препородника
- Џон Милс као лондонски кочијаш
- Глинис Џонс као дама
- Хермиона Џинголд као дама
- Френк Ројд као свештеник